# Massimo Scaglione
Massimo Scaglione (Garessio, 19 settembre 1931 – Torino, 7 ottobre 2015) è stato un regista e politico italiano.

## Biografia
Si è laureato in Lettere moderne all'Università degli Studi di Torino. Nel 1955 vinse un concorso come regista alla Rai, ma il posto presso la sede di Torino era già occupato da Alda Grimaldi; venne allora assunto come assistente di studio, poi passò alla radio. Nello stesso anno fondò il Teatro delle Dieci e cominciò con le regie per il palcoscenico. Nel 1962 iniziò con le regie televisive.
Fino al 1992, quando si è ritirato dall'attività di regista, ha diretto più di mille programmi, tra i quali Mocambo Bar, che lanciò il cantautore Paolo Conte, Le storie di Arlecchino, sulla Commedia dell'arte, Parti femminili, due atti unici di e con Franca Rame e molti altri. Tra gli sceneggiati e i film da lui diretti si possono ricordare Albert Einstein, Il versificatore (tratto da Primo Levi), Una nuvola d'ira (da Giovanni Arpino), Ancora un giorno (da Joseph Conrad). Uno dei suoi ultimi lavori è la parodia de I promessi sposi, con i comici Lopez - Solenghi - Marchesini.
Per il Teatro Verdi (Trieste) nel 1971 cura la regia de Il fiore delle Hawaii, con Daniela Mazzucato, Sergio Tedesco, Mario Basiola, Carlo Rizzo, Gianni Magni, Gloria Paul, Graziella Porta, Sandro Massimini, Eno Mucchiutti e Orazio Bobbio nel Teatro Stabile Politeama Rossetti, nel 1990 Il paese del sorriso con Massimo Bagliani, nel 1993 Sogno di un valzer di Oscar Straus con Elio Pandolfi e José Cura, nel 1994 Giuditta di Franz Lehár con Enrico Beruschi e nel 1996 Scugnizza con Gennaro Cannavacciuolo.
Nel 1974 cura la regia della prima rappresentazione nel PalaRuffini di Torino di Tosca (opera) con Rajna Kabaivanska, Gianfranco Cecchele, Aldo Protti, Angelo Nosotti, Alfredo Mariotti. Nel 1980 cura la regia delle prime di Damira placata di Marc'Antonio Ziani per il Teatro La Fenice di Venezia nel Teatro Malibran e nel Piccolo Teatro Regio di Torino. Nel 1991 cura la regia della prima rappresentazione nel Teatro Massimo Vincenzo Bellini di Catania de Il paese del sorriso.
Ha diretto anche numerose opere liriche e si è dedicato al recupero della cultura piemontese, in collaborazione con Gipo Farassino. Di recente ha curato la regia de L'elisir d'amore di Gaetano Donizetti in una versione in lingua piemontese del 1859, recuperata e allestita dalla Società Culturale Artisti Lirici Torinese "Francesco Tamagno". Ha insegnato alcuni corsi di teatro al Dams di Torino e diretto una propria scuola di recitazione, il "Centro di Formazione Alberto Blandi" con varie sedi in Piemonte. Ha fondato nel 1958, a Torino la compagnia Il Teatro delle Dieci, che ha messo in scena, tra le prime in Italia, testi del teatro dell'assurdo. Ha scritto molti saggi sulla storia del teatro, in particolare quello piemontese. 
Noto anche per il suo impegno politico, dopo un passato di militante nel Partito Comunista Italiano fu fra i fondatori della Lega Nord Piemont nel 1987, venendo eletto senatore della Repubblica per il Carroccio nella XI e XII legislatura (1992 e 1994).
È morto il 7 ottobre 2015.

## Vita privata
Fu sposato con la ballerina Loredana Furno ed ebbe due figli, Andrea e Viola, anche lei danzatrice.

## Opere

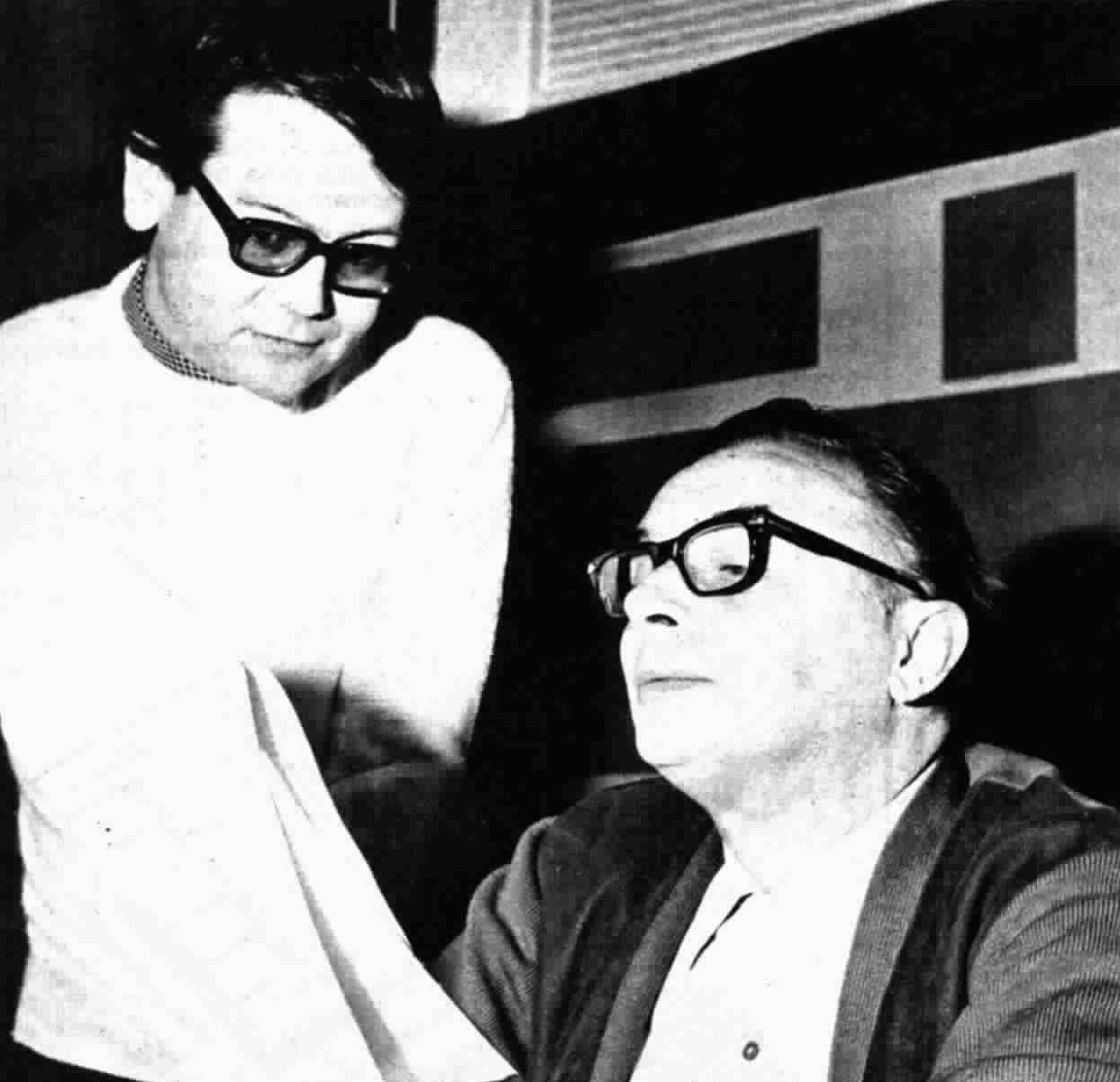
Massimo Scaglione con Tino Carraro durante le prove di uno spettacolo teatrale (1970)

- Teatro in piemontese, Daniela Piazza, 1982
- Giovanni Toselli, L'Arciere 1992
- Storia del teatro piemontese da Giovanni Toselli ai giorni nostri, Il Punto 1998
- Attori sotto la Mole, Il Punto 2001
- Saluti e baci - L'italia del varietà e dell'avanspettacolo, La Stampa 2001
- Le dive del ventennio. Ingenue, maliziose, fatali o popolane ma soprattutto... italiane, Lindau 2003
- Fortunato il capostazione di Moncalvo, Il Punto 2004
- I miei primi quarant'anni di RAI TV, Bulzoni 2004